# 新年 (小說)
《新年》是倪匡筆下衛斯理系列小說之一，系列編號為34，跟《創造》一同出版。講述外星人來地球做社會學實驗，用人類的貪欲當作實驗樣本，故事中的外星人認為人類將因為貪慾逐步毀滅。故事中的神秘客-外形酷似大猩猩的外星人，被認為是《連鎖》故事中靈異猴神的前身。在寫成這小說後，倪匡曾停筆整整五年。

## 故事大綱

### 自天而降的金鑰匙
流浪漢王其英在街頭行乞，竟獲得一條金鑰匙，鑰匙上附有一張紙條，紙條上寫著一個地址，聲明鑰匙可以打開一道門，要他去某大廈赴一個午夜十二點的約會，王其英想要把金鑰匙拿去金舖賣掉，金舖店員不相信王其英會擁有這把金鑰匙，認為他多半是偷來的賊贓，拒絕接受。王其英只好依照紙條上的地址，午夜十二點前去赴約。

### 神秘的約會
王其英於某棟大廈十二樓，電梯打開，走入對面第一道門，在黑暗中遇見一個神秘客，神秘客給了他一條裝滿寶石珍珠的皮帶，並且囑咐他要離開大廈後才能打開，王其英依言而行，意外得到一條裝滿寶石的腰帶，但是結果依然相同，沒人相信那些寶石是他的，反而叫警察來趕走他。王其英他之後瘋了，在街上砍人，被衛斯理遇見。負責偵辦此案的傑克上校也懷疑寶石來源，他拉衛斯理一同調查，打算挖出神祕事件背後的內幕。

### 神秘的訪客
衛斯理跟傑克分手後回家，卻在家中客廳遇到神秘客，兩人在黑暗中對話，神秘客自稱他在作社會學實驗，想知道貪婪欲念對人性的影響，所以才給王其英那些寶石，覺得整件事狗屁不通的衛斯理，想開燈看看對方長相，卻發現神秘客有能力截停電源。衛斯理在黑暗中猛然出手，擊向沙發方向卻意外打空。神秘客一面起身喃喃說他對衛斯理太失望了，一面打開門離去，衛斯理望向門口的光亮處，發現神秘客背影像一隻大猩猩，似乎不是人類。

### 年獸
神秘客被衛斯理出手趕跑後，第二天除夕夜裡，又跑來跟衛斯理討論，聲稱他來地球做社會學實驗，以人性當作實驗樣本，研究貪婪慾望對人性的影響。此時衛斯理才發現對方是外星人，黑暗中看不清楚長相，但是外形長得像一隻大猩猩。神秘客聲稱他對人類的研究到此為止，他認為人類正逐步自我毀滅。神秘客走後，傑克上校意外出現在門口，原來傑克上校負責保管這批寶石，然而保管在警署保管箱中的寶石卻被他手下偷去，傑克上校被擺了一道，非常不甘心，認為原本保管寶石的是他，他卻給了別人機會捷足先登，之後奪門而出，不知所終。王其英後來發瘋，而傑克上校亦告失蹤。衛斯理認為他是被年獸也就是內心的貪慾所吞噬。

## 人物介紹
- 衛斯理 - 作家兼記者。好管閒事的人。喜歡探索神秘事件
- 傑克上校 - 警方特別工作室主任。偵辦流浪漢在街上砍人的案件。
- 王其英 - 無家可歸的流浪漢。意外得到一把金鑰匙，能在午夜十二整點時，打開鬧區商業大廈頂層一扇神秘的門。
- 神秘客 - 深夜出現在衛斯理家中的客廳，來跟衛斯理討論人性問題。聲稱自己給了王其英一條裝滿寶石和黃金的腰帶，只為了測試人性的貪念。事實上是外星人。

## 作者想表達的想法
- 《新年》這個故事是衛斯理系列中最具有童話風格的故事。不管是自天而降的金鑰匙，或是一扇午夜十二點才會打開，通往異空間的門，都是格林童話的風格，這個故事就是一則成人童話。因為年獸的傳說本來就是童話題材，而故事中一扇通往異世界的門，在《奇門》、《神仙》兩個故事中也有出現過。
- 不被眾人相信是有錢人的王其英，到最後發了瘋。這個流浪漢角色來自作者自身親身的經驗，是初來香港時的親身體驗。
- 王其英發瘋的原因包含社會學和群眾心理。牽涉到心理上的認同，是心理學上的負面教材。所謂『眾人皆醉我獨醒』。
- 人性是貪婪的，就像故事中被年獸吞噬的傑克上校一樣，人對財富的慾望永無止境，有了一百萬還想要更多，錢是越多越好，到頭來無窮的貪念只會毀了自己，就像被年獸吞噬一樣。
- 故事第五章中。小年夜時神秘客來訪，之後並未提及除夕當天早上。衛斯理做了什麼事。直接跳到王其英出現。有點漏掉什麼。

## 廣播劇
- 香港電台於1984年2月6日至2月10日，逢星期一至五〈驚心動魄〉時段，以粵語首播《新年》廣播劇，合共5集。2021年2月2日至6日於《香港故事》時段內重播。
  - 監製：李安求
  - 編導：梁繼璋
  - 編劇：蘇國雄
  - 配音
    - 李學斌 飾演 衛斯理
    - 車森梅 飾演 白素
    - 陳炳球 飾演 傑克上校
    - 莫家駒 飾演 王其英
    - 曾永強 飾演 神秘客

| 前任者： 033 鬼子、環 | 衛斯理系列（按編號） 034 新年、創造                  | 繼任者： 035 魔磁 |
| 前任者： 大廈         | 衛斯理系列（按連載時序） 1973年1月2日至1973年2月22日 | 繼任者： 頭髮     |